# Дихромат кальция
Дихромат кальция — неорганическое соединение,
соль кальция и дихромовой кислоты с формулой CaCr2O7,
красно-оранжевые кристаллы,
растворяется в воде,
образует кристаллогидраты.

## Получение
- Действие серной кислоты на раствор хромата кальция:

{\displaystyle {\mathsf {2CaCrO_{4}+H_{2}SO_{4}\ {\xrightarrow {}}\ CaCr_{2}O_{7}+CaSO_{4}\downarrow +H_{2}O}}}

## Физические свойства
Дихромат кальция образует кристаллогидраты:
- CaCr2O7•3H2O — красные кристаллы
- CaCr2O7•4H2O — желто-красные кристаллы

Хорошо растворяется в воде.